# Émissions de gaz à effet de serre en France

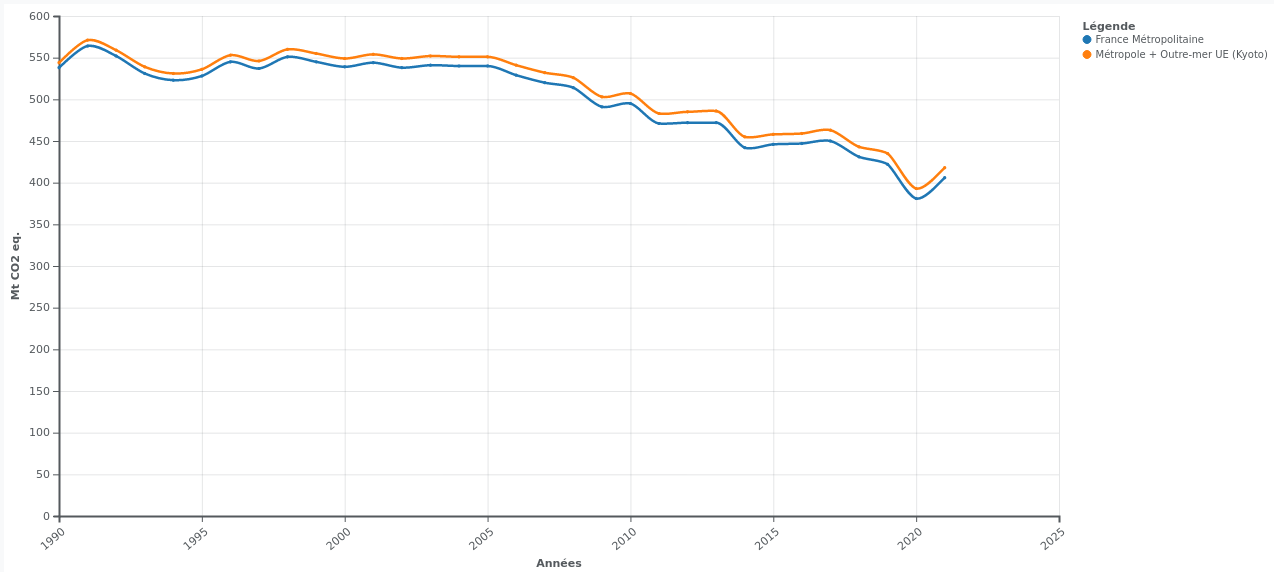
Émissions territoriales de gaz à effet de serre de la France depuis 1990 (en millions de tonnes équivalent, hors secteurs UTCATF et transport international).

Les émissions de gaz à effet de serre (GES) en France métropolitaine étaient estimées à environ 406 millions de tonnes équivalent CO2 en 2021 (hors secteur utilisation des terres, changement d'affectation des terres et foresterie (UTCATF) et hors transport international). S'y ajoutent les émissions des départements et régions d'outre-mer (environ 12 millions de tonnes équivalent CO2) et celles des collectivités d'outre-mer (environ 7 millions de tonnes équivalent CO2 estimées pour 2019). Selon les bilans officiels, les émissions de la France métropolitaine et des départements et régions d'outre-mer (périmètre géographique du protocole de Kyoto) ont baissé de 23,1 % depuis 1990.
En 2017, le secteur de l'énergie comptait pour environ 70 % des émissions de GES, loin devant l'agriculture (17 %) et les procédés industriels (9 %) ou les déchets (4 %). Le transport aérien international de la France émettait en 2019 19,2 millions de tonnes équivalent CO2, devant le transport maritime international à 5,5 millions de tonnes équivalent CO2.
Le bilan du secteur UTCATF (utilisation des terres, changement d'affectation des terres et foresterie) en fait un puits de carbone (émissions négatives en 2019 avec absorption de −12 millions de tonnes équivalent CO2 en 2019).

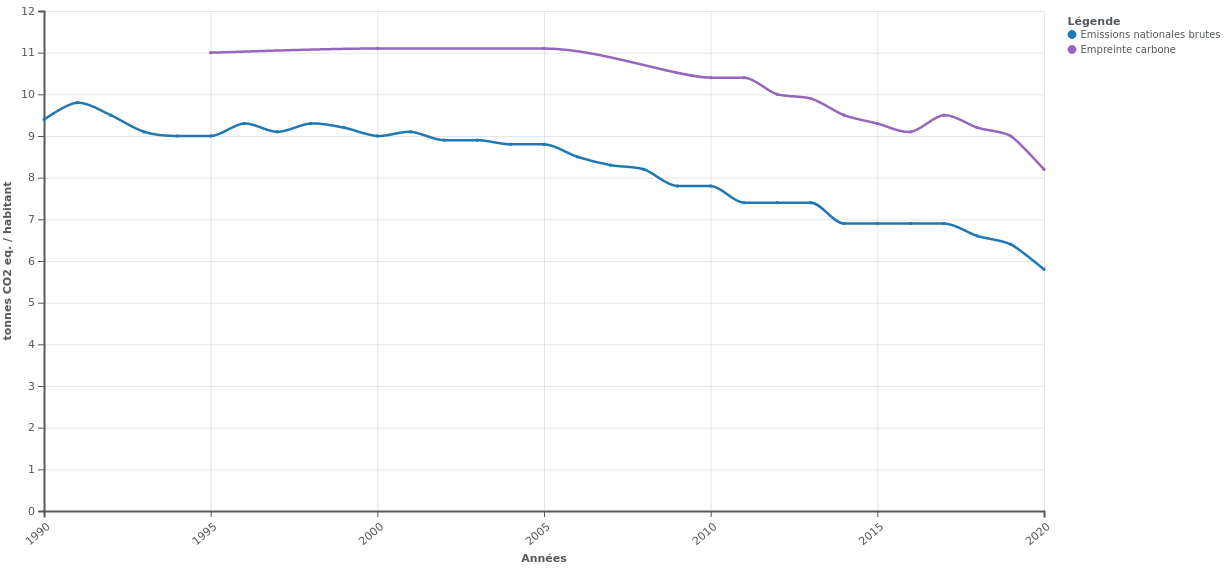
Émissions territoriales et empreinte carbone par habitant en France (en tonnes équivalent par habitant, hors secteurs UTCATF et transport international)

Les émissions moyennes par habitant sur le territoire français (hors UTCATF et hors transport international) sont de 6,4 tonnes équivalent CO2 en 2019. Prenant en compte les importations et les exportations, l'empreinte carbone moyenne par habitant est de 9 tonnes équivalent CO2 pour cette même année. Entre 1995 et 2020, elle a diminué de 25 % (en grande partie grâce au confinement et à la baisse d'activité industrielle induite par la pandémie de Covid-19).
Le seul dioxyde de carbone (CO2) contribue pour environ 75 % à l'effet de serre global engendré par les émissions directes de la France, devant le méthane (CH4, 12 %), le protoxyde d'azote (N2O, 9 %) et les hydrofluorocarbures (4 %). Les perfluorocarbures, l'hexafluorure de soufre (SF6) et le trifluorure d'azote NF3 contribuent quant à eux pour moins de 1 %. La contribution du méthane est cependant d'après l'Agence internationale de l'énergie sous évaluée, à la fois en quantité émise et par son coefficient de potentiel de réchauffement global, lissé dans le temps, qui minimise les variations annuelles réelles,.
En décembre 2020 et dans le cadre de l'accord de Paris, l'Union européenne et la France se sont engagés à réduire de 55 % leurs émissions d'ici 2030 par rapport à l'année 1990, soit un rythme moyen annuel de réduction des émissions environ deux fois plus élevé que celui observé sur la décennie 2010-2019 en France. Le dernier plan climat de la France fixe la neutralité carbone en 2050, soit une division par 7 de ses émissions par rapport à 1990. En 2022, des progrès existent, mais trop lents, surtout dans le secteur de l'énergie, pour atteindre les objectifs de 2030, alerte le Haut Conseil pour le climat. D'après le Citepa, les émissions brutes de gaz à effet de serre ont baissé de 5,8 % en 2023 (en passant de 396 à 373 Mt éqCO2), une baisse en partie conjoncturelle. En revanche, l’objectif d'un puits de carbone entre 40 et 45 Mt CO2 n'est pas tenu avec seulement 20 Mt réalisées du fait de la dégradation des sols et de la santé des forêts.

## Histoire
Le thème du réchauffement climatique et des émissions de gaz à effet de serre du pays commence à être abordé par le Gouvernement français au moment de la préparation du Sommet de la Terre à Rio (Juin 1992) avec, notamment, la mise en place d'un Groupe interministériel sur l'effet de serre, transformé en « mission » en 1990, 1992 étant aussi l'année de création de l'Ademe.
En 2023, le plan France Nation verte de planification écologique vise la réussite de la transition écologique du pays, impliquant notamment une baisse de 55 % de ses émissions de gaz à effet de serre (GES) avant 2030. La baisse d'émission de GES de 2023 a été « essentiellement conjoncturelle » alerte le Haut Conseil pour le climat (cf. températures moyennes très douces en hiver, et baisse de l’activité économique). Le HCC s'inquiète aussi de la forte dégradation des puits de carbone forestier en France. Cette année-là le pays a émis 373 Mt d'équivalent CO2 (hors UTCATF), en diminution de 31 % par rapport à 1990. Les baisses les plus forte viennent des secteurs de l'énergie et de l'industrie manufacturière, et moindrement du résidentiel et du tertiaire. Les émissions du transport ont elles augmentées entre 1990 et 2023. La pandémie de Covid-19 n'a suscité qu'une baisse conjoncturelle et momentanée en 2020-2021. L'UTCATF correspond à des émissions négatives (par séquestration nette de CO2 par la biomasse et les sols), mais qui est loin de compenser les émissions anthropiques. Cette année-là, l'empreinte carbone du pays a été estimée à 644 Mt CO2 éq, soit 9,4 t de CO2 éq par habitant (−4,1 % par rapport à 2022).

## Calcul des émissions - Méthodologies et obligations
Deux méthodes économétriques complémentaires permettent d'apprécier les émissions de gaz à effet de serre d'un pays : les « inventaires nationaux » qui calculent les quantités de gaz émises à l'intérieur uniquement d'un pays (c'est une approche territoriale), et « l'empreinte carbone » qui prend en compte les importations et les exportations de biens et services.

### Inventaire des émissions nationales
L'inventaire des émissions nationales estime les quantités de gaz à effet de serre émises à l'intérieur du pays, et non les « émissions importées ». Les estimations reposent sur les connaissances scientifiques et les données disponibles. Ce ne sont pas des mesures directes, mais leur marge d'erreur est une incertitude qui peut être estimée. Le Groupe d'experts intergouvernemental sur l'évolution du climat (GIEC) fournit une base méthodologique depuis 1996 pour la réalisation des inventaires,. Sa dernière actualisation date de 2019.
Les principaux gaz à effet de serre pris en compte dans les inventaires sont ceux reconnus par le Protocole de Kyoto : le dioxyde de carbone (CO2), le méthane (CH4), le protoxyde d'azote (N2O), les hydrofluorocarbures (HFC), les perfluorocarbures (PFC), l'hexafluorure de soufre (SF6) et le trifluorure d'azote (NF3) depuis 2013.
L'unité de mesure usuelle des émissions est la tonne équivalent CO2, soit la quantité de CO2 à émettre pour avoir la même action de forçage climatique ; elle permet une mesure commune à l'ensemble des différents gaz à effet de serre,car tous les gaz à effet de serre n'ont pas le même potentiel de réchauffement. Ainsi, une tonne de méthane émise dans l'atmosphère a un potentiel de réchauffement beaucoup plus élevé qu'une tonne de dioxyde de carbone.
Dans un inventaire national, seules les émissions anthropique (liées aux activités humaines) sont comptabilisées, qui contribuent à un effet de serre dit « additionnel par rapport aux émissions naturelles ». Ces dernières (fermentations naturelles, éruptions volcaniques, etc.) ne sont pas prises en compte dans les bilans nationaux.
Les principales sources anthropiques de gaz à effet de serre sont d'abord la combustion d'énergie fossile (pour les transports, la production d'électricité, les réseaux de chaleur, le chauffage, la cuisine, l'eau chaude sanitaire et les besoins de l'industrie manufacturière), les procédés industriels (métaux, chimie, ciment, verre, chaux, etc.), loin devant la déforestation, l'urbanisation des terres, le traitement des déchets et des eaux usées, l'agriculture (engrais, cheptels), la réfrigération/climatisation,,.
Dans le cadre des accords internationaux sur le climat, les émissions des transports internationaux sont estimées mais ne sont pas prises en compte.
Lorsque les gaz à effet de serre ne sont pas émis mais absorbés (par exemple par une forêt en croissance ou par une technologie de séquestration souterraine du CO2), les émissions sont dites négatives. On ne parle plus alors de sources d'émissions mais de puits. Les absorptions par la biomasse et les sols sont prises en compte dans le secteur appelé Utilisation des terres, changement d'affectation des terres et foresterie (UTCATF) qui couvre la récolte et l'accroissement forestier, la conversion des forêts (défrichement) et des prairies,.

### Empreinte carbone et difficulté de prise en compte des «émissions grises»
La stratégie nationale bas carbone (SNBC) de 2015, mise à jour le 24 avril 2020, vise une neutralité carbone à horizon 2050, supposée effective quand les émissions anthropiques de GES sont entièrement compensées par des puits de carbone (qu'ils soient naturels et/ou artificiels), mais les inventaires nationaux omettent de prendre en compte les « émissions grises » ou « indirectes » réellement associées à une consommation finale, c'est-à-dire induites par les importations et les exportations, ce qui empêche d'avoir une vision d'ensemble de la pression exercée par le pays sur le climat. Or, selon un rapport OFCE récent (2020), « le degré avancé de fragmentation de la chaîne de valeur globale scindée en plusieurs unités de production, disséminées sur l'ensemble du globe, la rend essentielle à son évaluation. Des objectifs complémentaires à celui de la neutralité carbone inscrits dans la SNBC intègrent déjà des indicateurs relatifs à ces émissions hors du territoire national ; cependant il n'existe pas de système d'information standardisé comme celui officiel des Inventaires Nationaux d'Émissions défini par la Convention-cadre des Nations unies sur les changements climatiques » et au début du XXIe siècle, les pays sont rarement capables de prendre en compte et reconnaître leurs émissions grises.
L'empreinte carbone de la France correspond aux émissions territoriales auxquelles sont ajoutées les émissions associées aux importations et soustraites celles liées aux exportations. Cet indicateur permet de prendre en compte toutes les émissions liées à la demande intérieure du pays, à savoir la consommation des ménages, des administrations publiques et des organismes à but non lucratif. La loi Sas (2015) sur la construction de nouveaux indicateurs de richesse dans l'évaluation de politiques publiques inclut ainsi celui d'empreinte carbone. Son suivi est assuré par le Commissariat général au développement durable.
Le calcul des empreintes carbone des pays n'est pas cadré par des normes ou règles internationales ou nationales. La modélisation macro-économique (calcul entrée-sortie) est celle privilégiée par les organismes statistiques internationaux et par la communauté scientifique ; plusieurs modèles de calcul entrée-sortie multi-régionaux étaient déjà disponibles au début des années 2010, dont les résultats diffèrent, mais donnent des estimations d'empreinte CO2 plutôt convergentes selon Moran & Wood (2014). L'Europe, via Eurostat fait de premières évaluations depuis 2011,,.
Les modèles entrée-sortie restent incomplets et sous-estimatifs car prenant par exemple mal en compte le effets des feux de forêt, de certaines émissions (par exemple le CH4 émis par les égouts, canaux, fleuves, estuaires, décharges...) et des usages et évolution des sols, mais ils s'amélioreront au gré de l'amélioration du calcul de l'empreinte carbone et de l'empreinte écologique des objets et services. En utilisant la base Exiobase, un calcul a abouti pour l'année 2011 à une empreinte de 732 Mt de CO2 dont 17,5 % issus des émissions directes de combustion de carbone fossile, 35,3 % des émissions domestiques ; les 47,2 % restants provenant des émissions importées ; 75 % de cette empreinte proviennent du CO2 et 25 % d'autres gaz à effet de serre dont le méthane.

### Obligations de rapportage
La France réalise un inventaire annuel de ses émissions de gaz à effet de serre (GES) répondant à deux obligations de rapportage : la première au titre de la convention-cadre des Nations unies sur les changements climatiques (CCNUCC) et la seconde au titre d'un règlement européen relatif à un mécanisme pour la surveillance et la déclaration des émissions de gaz à effet de serre.

### Organismes de référence
Les inventaires des émissions de GES en France sont réalisés par le Centre interprofessionnel technique d'études de la pollution atmosphérique (Citepa). On peut les retrouver sur son site internet mais aussi sur le site de la CCNUCC au côté des inventaires d'autres pays. L'agence européenne pour l'environnement fournit également un visualiseur web des émissions des pays membres de l'Union européenne.
L'empreinte carbone en France est calculée par le Service des données et études statistiques du ministère de l'Écologie. L'OCDE fournit également un calcul de l'empreinte carbone (CO2 uniquement pris en compte).

### Incertitudes
Les inventaires d'émissions de gaz à effet de serre sont des estimations dont la précision dépend de la qualité des données d'activité collectées (il n'y a pas de mesure directe). Il existe donc un niveau d'incertitude sur les estimations. Le Citepa a calculé :
- une incertitude de 12,6 % pour l'année 2020 sur l'ensemble des émissions de gaz à effet de serre (en incluant l'UTCATF)
- une incertitude de 2,1 % de l'évolution des émissions par rapport à 1990 (UTCATF inclus)

Pour le seul CO2, la marge d'erreur serait de 2 à 3 %.

## Bilan des émissions nationales depuis 1990 (approche territoriale)
L'année 1990 est l'année de référence du protocole de Kyoto. Les pays industrialisés s'étaient alors engagés à réduire, entre 2008 et 2012, leurs émissions de gaz à effet de serre d'au moins 5 % par rapport à 1990.
Les inventaires nationaux des émissions font donc régulièrement référence à cette année et aujourd'hui, l'Union Européenne est engagée dans un objectif de réduction, d'ici à 2030, de ses émissions annuelles nettes d'au moins 55 % par rapport à 1990.
Dans le cas de la France, plusieurs périmètres géographiques peuvent être considérés : la France métropolitaine, les départements et régions d'outre-Mer, les Pays et territoires d'outre-mer.
Le périmètre géographique retenu dans le cadre du protocole de Kyoto regroupe la métropole et les Outre-mer inclus dans l’UE (Guadeloupe, Guyane, Réunion, Martinique, Mayotte et Saint-Martin).
Pour la CCNUCC, la France publie aussi les émissions de tout son territoire.

### Émissions brutes (horsUTCATFet hors transport international)
Le bilan des émissions brutes est un bilan hors UTCATF, c'est-à-dire qu'il ne prend pas en compte les émissions du secteur Utilisation des terres, changement d'affectation des terres et foresterie. Il ne prend pas non plus en compte le transport international qui est un secteur exclu des négociations internationales sur le climat. Les sept types de gaz du protocole de Kyoto (CO2, CH4, N2O, HFC, PFC, SF6, NF3) sont comptabilisés.
| | 1990 | 1995 | 2000 | 2005 | 2010 | 2015 | 2016 | 2017 | 2018 | 2019 | 2020 | 2021 | 2022 |
| France entière | 547  | 540  | 553  | 556  | 513  | 464  | 466  | 470  | 451  | 441  | 399  |      |      |
| France métropolitaine | 538  | 528  | 539  | 540  | 495  | 446  | 447  | 450  | 431  | 422  | 381  | 406  |      |
| Outre-mer zone UE | 6,3  | 8,1  | 9,7  | 11,4 | 12,6 | 12,6 | 12,8 | 12,7 | 12,6 | 13   | 12   | 12   |      |
| Guadeloupe | 2,09 | 2,71 | 3,36 | 3,66 | 3,90 | 3,76 | 3,89 | 3,82 | 3,81 | 3,97 |      |      |      |
| Guyane | 0,86 | 0,85 | 0,65 | 0,83 | 0,98 | 1,10 | 1,12 | 1,01 | 1,08 | 1,21 |      |      |      |
| Martinique | 1,83 | 2,12 | 2,52 | 2,86 | 2,97 | 2,81 | 2,84 | 2,80 | 2,73 | 2,65 |      |      |      |
| Mayotte | 0,13 | 0,17 | 0,25 | 0,35 | 0,45 | 0,50 | 0,51 | 0,53 | 0,53 | 0,56 |      |      |      |
| Réunion | 1,40 | 2,22 | 2,93 | 3,74 | 4,30 | 4,39 | 4,48 | 4,53 | 4,42 | 4,67 |      |      |      |
| Métropole + Outre-mer UE (Périmètre du protocole de Kyoto) | 544  | 536  | 549  | 551  | 507  | 458  | 459  | 463  | 443  | 435  | 393  | 418  | 408  |
| Outre-mer hors UE | 3,0  | 3,7  | 3,9  | 4,6  | 5,2  | 6,4  | 6,9  | 7,0  | 7,3  | 6,9  |      |      |      |
| Nouvelle-Calédonie | 1,98 | 2,64 | 2,76 | 3,28 | 3,94 | 5,23 | 5,68 | 5,76 | 6,09 | 5,58 |      |      |      |
| Polynésie française | 0,86 | 0,90 | 1,02 | 1,21 | 1,11 | 1,09 | 1,13 | 1,13 | 1,14 | 1,17 |      |      |      |
| Saint-Pierre-et-Miquelon | 0,17 | 0,09 | 0,10 | 0,08 | 0,07 | 0,08 | 0,07 | 0,07 | 0,07 | 0,08 |      |      |      |
| Wallis-et-Futuna | 0,02 | 0,03 | 0,04 | 0,04 | 0,04 | 0,04 | 0,04 | 0,04 | 0,04 | 0,04 |      |      |      |
| Emissions de gaz à effet de serre (hors UTCATF) |      |      |      |      |      |      |      |      |      |      |      |      |      |
| Le graphique qui aurait dû être présenté ici ne peut pas être affiché car il utilise l'ancienne extension Graph, désactivée pour des questions de sécurité. Des indications pour créer un nouveau graphique avec la nouvelle extension Chart sont disponibles ici . |      |      |      |      |      |      |      |      |      |      |      |      |      |

#### Extremums et variations
Le maximum observé depuis 1990 est le niveau des émissions de l'année 1991, à savoir 571 Mt équivalent CO2 (métropole + Outre-mer UE). Le minimum observé est celui de l'année 2020 (393 Mt équivalent CO2), conséquence principalement de la pandémie de Covid-19.
Sont observés depuis 1990 : un plateau jusqu'en 2005, une diminution irrégulière entre 2006 et 2014, une hausse entre 2015 et 2017 puis une baisse depuis 2018 (hors rebond de 2021).
Les variations d'émissions ont des causes conjoncturelles (rigueur de l'hiver, crise sanitaire) et structurelles (évolution de l'industrie, des pratiques agricoles, du parc automobile, etc.).
Entre 2010 et 2019, le rythme de réduction moyen a été de −1,7 % par an. Le rythme de réduction estimé sur la période 2019-2021 est de -1,9 % par an.
Les émissions de 2021 ont baissé de 23,1 % par rapport à 1990.

#### Respect des engagements
Le budget carbone de la période 2015-2018 n’a pas été respecté. Les transports et les bâtiments en particulier n’ont pas réduit suffisamment rapidement leurs émissions.
Les niveaux des émissions des années 2019, 2020 et 2021 ont respecté les objectifs annuels indicatifs fixés en 2020 par la stratégie nationale bas carbone révisée. Si les émissions stagnent en 2022 et 2023, le budget carbone 2019-2023 serait respecté.
Tenir les objectifs climat de la France en 2030 implique un doublement du rythme annuel de réduction des émissions sur la période 2022-2030, à savoir −4,7 % par an (−16 Mt équivalent CO2 par an contre −8 Mt équivalent CO2 observée en moyenne depuis 2010).
Pour atteindre la neutralité carbone en 2050 (objectif fixé par la stratégie nationale bas carbone), les émissions annuelles doivent être divisées par 7 par rapport à 1990 (soit −85 % par rapport à 1990) et atteindre un niveau de 80 millions de tonnes équivalent CO2 en 2050.

#### Période 2015-2017: hausse des émissions
Sur la période 2015-2017, les émissions ont augmenté entre 0,5 et 0,7 % par an, principalement du fait d'un arrêt de certaines tranches de centrales nucléaires, d'hivers moins doux, et d'une hausse des émissions des véhicules essence.
Sur cette période, le scénario de la stratégie nationale bas carbone projetait −2,2 % par an en moyenne. Le budget carbone de la période 2015-2018 n’a pas été respecté. Les transports et les bâtiments en particulier n’ont pas réduit suffisamment rapidement leurs émissions,.

#### Période 2018-2019: baisse des émissions
Entre 2017 et 2018, les émissions ont baissé de 4,2 % principalement du fait d'un hiver doux, d'une hausse de la production d'hydroélectricité, d'une disponibilité accrue du parc nucléaire et d'une baisse des émissions des véhicules particuliers diesel.
Entre 2018 et 2019, les émissions ont baissé de 2 % du fait principalement d'une baisse de la consommation de fioul domestique, d'une moindre utilisation des centrales électriques à charbon, d'une baisse de la production d'acier, de ciment et de verre creux, et d'une baisse du cheptel bovin.
Le bilan d'émissions de 2019 est supérieur de 4,5 % à l'objectif fixé en 2015 par la stratégie nationale bas carbone et le rythme de réduction est inférieur aux 2,3 % par an (−10 Mt/an) qui était requis pour atteindre l'objectif. Il est en revanche en accord avec le nouvel objectif indicatif fixé en 2020 (443 Mt équivalent CO2 pour l'année 2019). Le Haut Conseil pour le climat a mis en garde sur l'insuffisance de cette baisse et les objectifs plus élevés à partir de 2021 : au moins 3 % de réduction par an,.

#### Période 2019-2021: baisse exceptionnelle puis rebond des émissions après la crise du Covid-19
La baisse massive des émissions en 2020 (−9,7 %) est la conséquence de la crise de la pandémie de Covid-19 mais aussi, dans une moindre mesure, d'un hiver doux et de la poursuite du recul du cheptel bovin. Les restrictions de circulation et les fermetures d'entreprises liées à la crise sanitaire ont entraîné une réduction des émissions du transport routier et aérien, du secteur tertiaire (restaurants, commerces, bureaux) et de l'industrie.
La pré-estimation des émissions de l'année 2021 explique leur hausse par un rebond des émissions des transports, de l'industrie et du secteur tertiaire, lié à la reprise d'activités post-Covid. Une partie de la hausse est aussi liée à un climat plus rigoureux qu'en 2020.
Le rythme de réduction moyen estimé sur la période 2019-2021 est de −1,9 % par an.
Les niveaux des émissions des années 2020 et 2021 respectent les objectifs annuels indicatifs fixés en 2020 par la stratégie nationale bas carbone révisée.

#### Période 2022 - 2023: forte baisse due à des facteurs conjoncturels
En 2023, les émissions de gaz à effet de serre de la France ont baissé de 4,8 % par rapport à 2022, pour atteindre 384,5 millions de tonnes équivalent CO2. En 2022, elles avaient baissé de 2,7 %. Mais une baisse de 5 % par an serait nécessaire pour atteindre l'objectif que la France s'est fixé : une baisse de 34 % des émissions entre 2022 et 2030. La baisse a été forte dans le bâtiment (hiver doux), dans l'industrie : −8 % (baisse de production des secteurs les plus énergivores en réaction à la flambée des prix de l'énergie) et dans la production d'énergie : −14 % grâce à la remise en service d'une partie du parc nucléaire. Par contre, les émissions du transport aérien bondissent de 21 % pour le trafic domestique et 27 % pour les liaisons internationales.

### Émissions du secteur UTCATF
Le secteur Utilisation des terres, changement d'affectation des terres et foresterie (UTCATF) couvre la récolte et l'accroissement forestier, la conversion des forêts (défrichement) et des prairies. Il comptabilise à la fois des émissions et des absorptions de CO2. C'est pour l'instant le seul secteur dans ce cas. En France, les forêts et les terres agricoles (cultures et prairies) constituent d'importants stocks de carbone contenu dans la biomasse vivante, la biomasse morte et les sols. Le bilan en France métropolitaine du secteur UTCATF présente davantage d'absorptions de CO2 que d'émissions. C'est un puits de carbone. C'est principalement la croissance des arbres déjà en place qui explique l'importance de ce puits.
Dans les Outre-mer, les émissions sont particulièrement significatives et positives en Guyane. Cela signifie que les stocks de carbone diminuent dans cette région. Les superficies forestières tendent à se réduire en Guadeloupe, en Guyane et à Mayotte.
En Guadeloupe, le taux de déforestation est élevé.
| Périmètre géographique                                       | 1990  | 1995  | 2000  | 2005  | 2010  | 2015  | 2017  | 2018  | 2019  | 2020  | 2021  |
| France entière                                               | −24   | −24   | −21   | −47   | −39   | −34   | −15   | −15   | −10   | −14   |       |
| France métropolitaine                                        | −27,1 | −31,9 | −24,2 | −51,3 | −42,4 | −38,5 | −20,1 | −17,4 | −15,7 | −17,4 | −17,2 |
| ------------------------------------------------------------ | ----- | ----- | ----- | ----- | ----- | ----- | ----- | ----- | ----- | ----- | ----- |
| Outre-mer zone UE                                            | 3,0   | 7,1   | 4,6   | 4,1   | 4,1   | 4,0   | 3,7   | 3,7   | 3,8   |       |       |
| Guadeloupe                                                   | 0,1   | 0,2   | 0,2   | 0,1   | 0,1   | 0,1   | 0,1   | 0,1   | 0,1   |       |       |
| Guyane                                                       | 2,7   | 6,6   | 4,2   | 3,8   | 3,7   | 3,6   | 3,4   | 3,4   | 3,3   |       |       |
| Martinique                                                   | 0,1   | 0,2   | 0,1   | 0,1   | 0,1   | 0,1   | 0,1   | 0,1   | 0,1   |       |       |
| Mayotte                                                      | 0,1   | 0,1   | 0,1   | 0,1   | 0,1   | 0,1   | 0,1   | 0,1   | 0,1   |       |       |
| La Réunion                                                   | 0,0   | 0,0   | 0,0   | 0,0   | 0,1   | 0,0   | 0,0   | 0,0   | 0,1   |       |       |
| France + Outre-mer zone UE (périmètre du protocole de Kyoto) | −24   | −25   | −20   | −47   | −38   | −35   | −17   | −14   | −12   | −14   |       |
| Outre-mer hors UE                                            | 0,3   | 0,3   | 0,3   | 0,3   | 0,3   | 0,3   | 0,3   | 0,3   | 0,3   |       |       |
| Nouvelle-Calédonie                                           | 0,3   | 0,3   | 0,3   | 0,3   | 0,3   | 0,3   | 0,3   | 0,3   | 0,3   |       |       |
| Polynésie française                                          | 0,0   | 0,0   | 0,0   | 0,0   | 0,0   | 0,0   | 0,0   | 0,0   | 0,0   |       |       |
| Saint-Pierre-et-Miquelon                                     | 0,0   | 0,0   | 0,0   | 0,0   | 0,0   | 0,0   | 0,0   | 0,0   | 0,0   |       |       |
| Wallis-et-Futuna                                             | 0,0   | 0,0   | 0,0   | 0,0   | 0,0   | 0,0   | 0,0   | 0,0   | 0,0   |       |       |
| Emissions et absorptions du secteur UTCATF                   |       |       |       |       |       |       |       |       |       |       |       |

### Émissions du transport international (départs France)
Les émissions du transport international aérien, fluvial et maritime ne sont pas pris en compte dans les engagements internationaux mais des estimations sont faites.
| Transport                                                               | 1990 | 1995 | 2000 | 2005 | 2010 | 2015 | 2016 | 2017 | 2018 | 2019 | 2020 | 2021 |
| ----------------------------------------------------------------------- | ---- | ---- | ---- | ---- | ---- | ---- | ---- | ---- | ---- | ---- | ---- | ---- |
| Fluvial                                                                 | 0,1  | 0,1  | 0,1  | 0,1  | 0,1  | 0,1  | 0,1  | 0,1  | 0,1  | 0,1  | 0,1  | 0,1  |
| Maritime                                                                | 8,0  | 7,1  | 9,5  | 8,8  | 7,9  | 5,5  | 5,3  | 5,6  | 6,3  | 5,5  | 3,1  | 3,1  |
| Aérien                                                                  | 8,9  | 10,8 | 14,4 | 16,0 | 16,3 | 17,8 | 17.5 | 17,8 | 18,3 | 19,2 | 8,1  | 8,8  |
| Emissions du transport international (départs et arrivées de la France) |      |      |      |      |      |      |      |      |      |      |      |      |

Les émissions de CO2 de l'aérien international (départs et arrivées de la France) ont connu une hausse quasi constante jusqu’en 2019, avant, la baisse record de 2020 liée à la pandémie de Covid-19.
Les émissions du transport aérien international 2019 représentent environ 80 % des émissions du transport aérien total (intérieur + international), et sont en progression de +40 % par rapport à 2000, pour un trafic augmenté de 79 %.

## Empreinte carbone (prise en compte des importations/exportations)
Les estimations évoquées dans les bilans précédents ne prennent pas en compte les émissions induites par les importations et les exportations, et ne permettent donc pas d'avoir une vision d'ensemble de la pression exercée par un pays sur le climat. L’empreinte carbone de la France correspond aux émissions territoriales auxquelles sont ajoutées les émissions associées aux importations et soustraites celles liées aux exportations.
L'empreinte carbone est un indicateur permettant de prendre en compte l'ensemble des émissions liées à la demande intérieure du pays, à savoir la consommation des ménages, des administrations publiques et des organismes à but non lucratif. Elle est décomposée en quatre secteurs :
- les émissions directes de GES des ménages (chauffage et voitures particulières) ;
- les émissions issues de la production intérieure (hors exportation) ;
- les émissions liées à l'importation de biens (matières premières et produits semi-finis) pour les entreprises ;
- les émissions liées à l'importation de biens et services destinés à la demande finale (les importations réexportées ne sont pas prises en compte)[35],[c 2].

Cet indicateur ne prend en compte que les trois principaux GES (CO2, CH4, N2O) qui représentent 96 % des sept GES pris en compte dans le protocole de Kyoto. Elles ne couvrent pas les émissions liées à l’utilisation des terres, ni les gaz fluorés.
| Année                                                     | 1990 | 1995 | 2000 | 2005 | 2010 | 2015 | 2016 | 2017 | 2018 | 2019 | 2020 |
| Empreinte carbone                                         |      | 650  | 671  | 699  | 675  | 617  | 609  | 633  | 615  | 605  | 552  |
| --------------------------------------------------------- | ---- | ---- | ---- | ---- | ---- | ---- | ---- | ---- | ---- | ---- | ---- |
| dont                                                      |      |      |      |      |      |      |      |      |      |      |      |
| Émissions directes des ménages                            |      | 134  | 138  | 145  | 140  | 119  | 122  | 120  | 116  | 115  | 102  |
| Émissions des entreprises pour la consommation intérieure |      | 277  | 273  | 268  | 229  | 202  | 203  | 208  | 194  | 196  | 182  |
| Émissions des importations pour usage intérieur final     |      | 101  | 110  | 126  | 121  | 130  | 126  | 130  | 133  | 130  | 114  |
| Émissions des importations pour les entreprises           |      | 138  | 149  | 160  | 185  | 166  | 159  | 175  | 171  | 164  | 154  |
| Empreinte carbone de la France (périmètre Kyoto)          |      |      |      |      |      |      |      |      |      |      |      |

Après avoir augmenté entre 1995 et 2005 principalement dû à l’essor des importations, l’empreinte carbone diminue de 2005 à 2018. Sur la période 2010-2019, le rythme de diminution a été de -1,2 % par an en moyenne.
Entre 1995 et 2019, l'empreinte carbone a baissé de 7 %. Entre 1995 et 2020, la demande finale a augmenté de 40 %, les émissions intérieures ont nettement diminué (−31 %) tandis que les émissions associées aux importations se sont accrues (+12 %).
Les émissions associées aux importations représentent près de la moitié de l’empreinte carbone de la France (49 % en 2020), et tendent à diminuer depuis leur pic de 2011. Le Haut Conseil pour le climat recommande à la France de diminuer les émissions importées de 65 % à l’horizon 2050 par rapport à 2005, pour être cohérent avec l'objectif de limiter le réchauffement planétaire à +1,5 °C.
En 2020, l'empreinte carbone est 1,4 fois plus élevée que les émissions du territoire.

## Émissions et empreinte carbone par habitant
L'agence européenne pour l'environnement fournit des données concernant les émissions de gaz à effet de serre par habitant.
|                                             | 1990 | 1995 | 2000 | 2005 | 2010 | 2015 | 2016 | 2017 | 2018 | 2019 | 2020 |
| ------------------------------------------- | ---- | ---- | ---- | ---- | ---- | ---- | ---- | ---- | ---- | ---- | ---- |
| Émissions brutes par habitant               | 9,4  | 9,0  | 9,0  | 8,8  | 7,8  | 6,8  | 6,9  | 6,9  | 6,6  | 6,4  | 5,8  |
| Empreinte carbone par habitant              |      | 11,0 | 11,1 | 11,1 | 10,4 | 9,3  | 9,1  | 9,5  | 9,2  | 9,0  | 8,2  |
| Émissions et empreinte carbone par habitant |      |      |      |      |      |      |      |      |      |      |      |

Les émissions brutes par habitant sont en baisse depuis 2005. L'écart avec l'empreinte carbone est de 2,4 tonnes équivalent CO2 en 2020, soit un facteur multiplicatif de 1,4.
Entre 1995 et 2005, l’empreinte carbone par personne s’est maintenue à un niveau légèrement supérieur à 11 tonnes équivalent CO2 avant d’amorcer une décroissance. Entre 1995 et 2020, l'empreinte carbone par habitant a diminué de 25 % (avec une forte contribution de la crise sanitaire).
L'empreinte carbone par habitant serait augmentée de 0,9 tonne équivalent CO2, en prenant en compte la déforestation importée, les traînées de condensation des avions et les gaz fluorés.

## Comparaisons internationales

### Par rapport aux émissions mondiales

#### Comparaison des émissions territoriales
Le Programme des Nations unies pour l'environnement identifie les 7 plus grands émetteurs territoriaux suivants sur la période 2010-2019 :
- Chine (26 % des émissions mondiales sur la période hors secteur UTCATF)
- États-Unis (13 % des émissions)
- Union européenne + Royaume-Uni (9,3 % des émissions)
- Inde (6,6 % des émissions)
- Russie (4,8 % des émissions)
- Japon (2,8 % des émissions)
- Transport international (2,5 % des émissions)

Le top 4 a contribué pour 55 % des émissions brutes mondiales sur la période 2010-2019, le top 7 pour 65 %, et le G20 pour 78 %.
En 2019, les émissions mondiales de GES (hors UTCATF) se sont élevées à 51,5 milliards de tonnes équivalent CO2. En prenant en compte le secteur UTCATF, le bilan est de 58,1 milliards de tonnes équivalent CO2. Les émissions brutes de GES sur le territoire français se sont élevées à 0,441 milliard de tonnes équivalent CO2 en 2019, soit 0,86 % des émissions mondiales.
Le réchauffement climatique est un phénomène cumulatif, il dépend des émissions du présent et du passé. En cumulé depuis 1850, la France a émis 2,31 % des émissions mondiales de CO2. Elle est le 8e pays émetteur de CO2 en cumulé (le 12e en prenant en compte le secteur UTCATF),.
Le rang des différents pays change lorsqu'on s'intéresse aux émissions par habitant.

#### Comparaison des émissions par habitant
En 2019, la population française représente 0,84 % de la population mondiale, ce qui est proche de la part de ses émissions territoriales. En revanche, son empreinte carbone (qui prend en compte les importations et exportations) est 1,4 fois plus importante que son poids démographique. En prenant en compte les émissions des transports internationaux (aériens, maritimes, fluviales) liées à la France, le Haut Conseil pour le climat estime que la part française annuelle dans le budget carbone mondial est proche du double de la part de sa population sur la planète.
En 2018, les émissions moyennes mondiales de GES par habitant (hors UTCATF) se sont élevées à 6,1 tonnes équivalent CO2 en 2018, selon un rapport de l'INSEE de 2022. Pour la même année, l'empreinte carbone de la France est de 9,2 tonnes équivalent CO2 (1,3 % des émissions mondiales), celle de l'Union européenne de 11 téqCO2 (dont Allemagne 14,6 téqCO2, Italie 10 téqCO2), celle des États-Unis de 21,3 téqCO2 et celle de la Chine de 8,3 téqCO2. Les émissions par habitant de l'Inde (qui devrait devenir le pays le plus peuplé du monde en 2023) sont 60 % inférieurs à la moyenne mondiale, soit moins de 2,5 téqCO2 par habitant.
Pour être en accord avec l'objectif de l'accord de Paris de limitation à 1,5°C le réchauffement planétaire d'ici 2100, l'empreinte carbone doit être réduite entre 2 et 2,5 téqCO2 / habitant d'ici 2030.

#### Comparaison des évolutions
Pour maintenir le réchauffement de la planète en dessous de +1,5 °C au cours du XXIe siècle, l'objectif ambitieux de l'accord de Paris, le monde doit réduire de moitié les émissions annuelles de gaz à effet de serre entre 2022 et 2030.

##### Période 2010-2019
En moyenne, entre 2010 et 2019, les émissions mondiales ont augmenté de 1,3 % par an (avec ou sans UTCATF). Celles de la France (hors UTCATF) ont baissé de 1,7 % par an en moyenne. Par comparaison, sur la même période, celles de la Chine ont augmenté de 2,3 % par an, celles de l'Inde de 3,3 % par an, celles de la Russie de 1 % par an, celles du Japon de 0,1 % par an. Les émissions des États-Unis ont baissé de −0,1 % par an sur cette période.

##### Période 2000-2018
Entre 2000 et 2018, les émissions mondiales ont augmenté de 49 %. Celles de la France ont baissé de 11 %. Celles des États-Unis et de l'Union européenne ont baissé de 6 %. Celles de la Chine ont augmenté de 175 % (quasi un triplement). L'Allemagne a baissé ses émissions de 5 % et l'Italie de 19 % sur cette période.

### Par rapport aux émissions européennes
En 2019, la France est le deuxième émetteur de GES (454,8 MtCO2e) de l'Union européenne derrière l'Allemagne (839,7 MtCO2e), mais ses émissions par habitant (6,8 tCO2e) la placent au 21e rang ; elles sont inférieures de 19 % à la moyenne de l'UE (8,4 tCO2e) et de 33 % à celles de l'Allemagne (10,1 tCO2e).
En 2017, les émissions européennes de GES dans le périmètre du protocole de Kyoto se sont élevées à 4,3 milliards de tonnes équivalent CO2. Avec 11 % des émissions de l'Union européenne, la France est le troisième pays le plus émetteur de l'Union, derrière le Royaume-Uni (11 %) et l'Allemagne (21 %).
En 2018, la France diminue ses émissions de CO2 de 3,5 % et passe derrière la Pologne (10 % des émissions de CO2 de l’UE), troisième émetteur de gaz à effet de serre, toujours après l'Allemagne (22 %) et le Royaume-Uni (11,4 %).

## Répartition par source/secteur
Dans le rapport annuel 2023 du Haut Conseil pour le climat intitulé « Acter l’urgence, engager les moyens » sont fournies les données de 2022 concernant la répartition des émissions territoriales de gaz à effet de serre en France :
| Catégorie source                                    | Mt éq. CO2 | % des émissions totales |
| Toutes (hors UTCATF)                                | 404        | 100 %                   |
| Transport                                           | 131        | 32 %                    |
| --------------------------------------------------- | ---------- | ----------------------- |
| Voitures                                            | 68         | 52 %                    |
| Poids lourds                                        | 33         | 25 %                    |
| Utilitaires                                         | 20         | 15 %                    |
| Avions (vols intérieurs)                            | 5          | 4 %                     |
| Autres (maritime, deux roues, ferroviaire, fluvial) | 5          | 4 %                     |
| Agriculture                                         | 77         | 19 %                    |
| Élevage                                             | 46         | 60 %                    |
| Culture                                             | 21         | 27 %                    |
| Engins agricoles et chauffage des serres            | 10         | 13 %                    |
| Industrie                                           | 73         | 18 %                    |
| Matériaux de construction                           | 22         | 30 %                    |
| Chimie                                              | 19         | 26 %                    |
| Métallurgie                                         | 16         | 22 %                    |
| Agroalimentaire                                     | 8          | 11 %                    |
| Autres                                              | 7          | 10 %                    |
| Bâtiments                                           | 64         | 16 %                    |
| Logement                                            | 40         | 63 %                    |
| Tertiaire                                           | 24         | 37 %                    |
| Transformation d'énergie                            | 45         | 11 %                    |
| Électricité                                         | 22         | 49 %                    |
| Raffinage du pétrole                                | 7          | 16 %                    |
| Chauffage urbain                                    | 5          | 11 %                    |
| Autres                                              | 10         | 22 %                    |
| Déchets                                             | 15         | 4 %                     |
| Stockage des déchets                                | 12         | 80 %                    |
| Autres                                              | 3          | 20 %                    |

Le Groupe d'experts intergouvernemental sur l'évolution du climat (GIEC) a défini des catégories (et sous-catégories) sources d'émissions qui sont utilisées par les pays pour la Convention-cadre des Nations unies sur les changements climatiques (CCNUCC). Ces catégories sont donc reconnues internationalement. Les grandes catégories sources sont les suivantes : énergie, puis procédés industriels, utilisation de solvants, et autres produits, agriculture, Utilisation des terres, changement d'affectation des terres et foresterie (UTCATF) et déchets.
| Catégorie source | Mt eq.CO2 | % des émissions totales |
| --- | --------- | ----------------------- |
| Toutes (hors UTCATF) | 465       | 100 %                   |
| Énergie | 327       | 70 %                    |
| dont |           |                         |
| Transports | 135       | 29 %                    |
| Combustion résidentiel/tertiaire/agriculture | 87        | 19 %                    |
| Combustion industrie manufacturière et construction | 51        | 11 %                    |
| Combustion industrie de l'énergie | 50        | 11 %                    |
| Agriculture | 76        | 16 %                    |
| dont |           |                         |
| Fermentation entérique | 35        | 7,5 %                   |
| Émissions directes des sols agricoles | 33        | 7,1 %                   |
| Gestion des déjections animales | 6         | 1,3 %                   |
| Procédés industriels, utilisation de solvants et autres produits | 44        | 9 %                     |
| dont |           |                         |
| Utilisation d'halocarbures | 18        | 4 %                     |
| Industrie minérale | 9         | 2 %                     |
| Industrie chimique | 9         | 1,9 %                   |
| Déchets | 17        | 4 %                     |
| dont |           |                         |
| Stockage de déchets non dangereux | 12        | 2,7 %                   |
| Le graphique qui aurait dû être présenté ici ne peut pas être affiché car il utilise l'ancienne extension Graph, désactivée pour des questions de sécurité. Des indications pour créer un nouveau graphique avec la nouvelle extension Chart sont disponibles ici . |           |                         |

### Énergie
70 % des émissions proviennent de la catégorie « Utilisation d'énergie »,. Celle-ci prend en compte toutes les combustions sur le territoire (celles des véhicules de transport, des chaudières des bâtiments et des turbines, moteurs, fours, etc. des entreprises) mais aussi les fuites pendant la production et la transformation des carburants.
| Le graphique qui aurait dû être présenté ici ne peut pas être affiché car il utilise l'ancienne extension Graph, désactivée pour des questions de sécurité. Des indications pour créer un nouveau graphique avec la nouvelle extension Chart sont disponibles ici . |
| --- |

#### Transports
Les transports sont souvent considérés comme la première source de gaz à effet de serre de la France,.
En 2017, les transports domestiques représentent 30 % des émissions totales. Ces émissions sont essentiellement des émissions de CO2 (à plus de 96 %).
En 2024, le transport représente 34 % des émissions de gaz à effet de serre. Si on prend en compte les soutes internationales, il pèse pour 37,3 % des émissions du pays. Si on ajoute les effets non-CO2 de l'aviation, la contribution du transport au changement climatique correspond à 40,5 % de la contribution de l'ensemble des activités humaines en France.

##### Transport routier
Il représente 86,7 % du transport intérieur de voyageurs et 88,5 % du transport terrestre de marchandises (hors oléoducs).
Le transport routier est responsable de 95 % des émissions du secteur des transports (données 2017).
Les voitures des particuliers sont responsables d'environ 56 % des émissions de GES dues à la route. Elles représentent près d'un sixième (environ 15 %) des émissions totales du territoire français,.
En 2017, les véhicules utilitaires représentent 5,8 % des émissions de la France métropolitaine (21 % des GES dues à la route) et les poids lourds en constituent 6,3 % (23 % des GES dues à la route),.
Les émissions de CO2 liées au transport routier ont suivi l'augmentation du trafic jusqu'en 2004, ont reculé avec la crise de 2008 et se sont depuis déconnectées de l'augmentation du trafic en se stabilisant du fait du recours aux agro-carburants et du renouvellement des anciens véhicules par des nouveaux moins consommateurs d'énergie.

##### Transport ferroviaire
Il représente 11,7 % du transport intérieur de voyageurs et 9,6 % du transport terrestre de marchandises (hors oléoducs).
Il constitue 0,3 % des émissions du secteur des transports.

##### Transport fluvial
Il représente 1,9 % du transport terrestre de marchandises (hors oléoducs).
Il constitue 0,9 % des émissions du secteur des transports.

##### Transport maritime
Ce transport (pêche nationale incluse) constitue 0,8 % des émissions du secteur des transports.

##### Transport aérien
Il représente 1,6 % du transport intérieur de voyageurs en France métropolitaine et constitue 2,8 % des émissions du secteur des transports.

#### Résidentiel
En 2017, le CO2 issu de la combustion de gaz du secteur résidentiel représente 6,4 % des émissions totales de GES (hors UTCATF) et celui issu du fioul en représente 3,4 %.
Le chauffage est le principal poste émetteur de CO2 du secteur résidentiel (83 %), suivi par l'eau chaude sanitaire (11 %) et la cuisson (6 %).
Le gaz naturel représente 63 % des émissions des combustibles fossiles du secteur résidentiel, le fioul 30 %, le butane et le propane 5 %, le charbon 2 %.
Les émissions liées à la production d'électricité et aux réseaux de chaleur urbain ne sont pas prises en compte dans le secteur résidentiel mais dans la catégorie Industrie de l'énergie.

#### Tertiaire
En 2017, dans le secteur tertiaire (commerces/institutions), le CO2 issu de la combustion du gaz représente 3,7 % des émissions totales de GES (hors UTCATF) et celui issu du fioul en représente 2,3 %.
Les activités militaires sont prises en compte dans ce secteur tertiaire pour des raisons de confidentialité.

#### Agriculture, sylviculture et pêche
En 2017, la part de l'agriculture et de l’élevage dans les émissions de gaz à effet de serre en général en France était de 19 % selon le gouvernement français. Les émissions de CO2 issues de la consommation de produits pétroliers dans le secteur des agriculture, sylviculture et pêche ne représentaient que 2 % des émissions totales de GES (hors UTCATF). En effet, au niveau mondial comme national, l'essentiel des émissions de gaz à effet de serre du secteur agricole correspondent au protoxyde d'azote, produit notamment par les fumiers et engrais, et au méthane, produit notamment par les ruminants (fermentation entérique).

#### Industrie manufacturière et construction
Les émissions de l'énergie utilisée dans le secteur industriel (chaudières, turbines, moteurs, fours, engins, etc.) représentent 11 % des émissions totales.
L'un des principaux secteurs émetteurs est la production d'acier qui utilise du charbon dans les hauts fourneaux. En 2017, le CO2 issue de la combustion de ce charbon correspond à 2,4 % des émissions totales de GES. L'industrie la plus énergivore est l'industrie chimique et pharmaceutique qui consomme beaucoup de gaz. La seconde est l'industrie métallique suivie par l'industrie agroalimentaire.
L'empreinte carbone a été évaluée pour d'autres secteurs, dont par exemple celui de la consommation globale, ou pour des secteurs particuliers comme ceux de la nourriture, de la viticulture, celui du réseau TGV, celui de l'industrie textile en France a été évaluée en 2021.

#### Industrie de l'énergie
L'industrie de l'énergie comprend la production centralisée d'électricité, les réseaux de chaleur urbain, l'incinération des déchets avec récupération d'énergie, le raffinage du pétrole, la production de coke. Les émissions de la combustion dans ce secteur représentent 11 % des émissions totales en 2017.
Les émissions des centrales électriques françaises dépendent fortement des conditions climatiques pour le chauffage et donc de l'utilisation des centrales thermiques l'hiver. La production brute d'électricité varie beaucoup d'une année à l'autre. Les émissions de CO2 des centrales électriques à combustion (charbon, fioul et gaz) ont varié entre 15 et 35 millions de tonnes par an entre 2008 et 2018. Les centrales à charbon métropolitaines n'ont produit qu'1,8 % de l’électricité consommée en 2019, mais émettent environ 10 millions de tonnes de CO2 par an (soit 3 % des émissions totales liées à l'énergie).

### Agriculture
Après l'énergie, l'agriculture est la seconde source d'émissions en France avec 16 % du total. Ces émissions sont principalement dues à la fermentation entérique des animaux d'élevage (7,5 % des émissions totales) et aux émissions directes des sols agricoles. En prenant en compte les émissions liées à la consommation d'énergie dans l'agriculture, la proportion des émissions passe à environ 19 % du total,. Le CH4 (digestion des ruminants) et le N2O (utilisation d'engrais de synthèse) représentent respectivement 50 % et 47 % des émissions de l'agriculture.
Concernant la fermentation entérique, les émissions des bovins constituent environ 90 % des émissions (dont 1/3 à peu près pour les vaches laitières) devant les ovins et les caprins.
Les émissions des sols agricoles sont liées aux quantités d’azote épandues par l'homme sur les sols qu'il gère. Ce sont des émissions de N2O qui sont comptabilisées selon les diverses méthodes d'apport : épandage d’engrais minéraux et organiques, excrétions au pâturage, décomposition des résidus de culture, épandage des boues et des composts.
| Le graphique qui aurait dû être présenté ici ne peut pas être affiché car il utilise l'ancienne extension Graph, désactivée pour des questions de sécurité. Des indications pour créer un nouveau graphique avec la nouvelle extension Chart sont disponibles ici . |
| --- |

### Procédés industriels, utilisation de solvants et autres produits
Cette catégorie prend en compte toutes les émissions de gaz à effet de serre liées aux procédés industriels, hors combustion de combustibles. Il s'agit de la seule catégorie émettrice de HFC, PFC, SF6 et NF3.
L'utilisation des halocarbures (HFC et PFC) représentent 4 % des émissions totales. Le secteur de la climatisation et de la réfrigération est responsable de la majeure partie de ces émissions (plus de 80 % des émissions totales de gaz fluorés en France métropolitaine).
La production de produits minéraux (ciment, chaux, verre, céramique, tuiles, briques, émail, etc.) émet aussi du CO2 à hauteur de 2 % des émissions totales de GES.
Quant à l'industrie chimique, elle est à l'origine principalement d'émissions de CO2 et N2O. Ces émissions représentent 1,9 % des émissions totales.
| Le graphique qui aurait dû être présenté ici ne peut pas être affiché car il utilise l'ancienne extension Graph, désactivée pour des questions de sécurité. Des indications pour créer un nouveau graphique avec la nouvelle extension Chart sont disponibles ici . |
| --- |

### Déchets
En France, les déchets sont traités de diverses manières : le stockage, l'incinération, le brûlage (feux ouverts), le compostage, la méthanisation, l'épandage, le transit, le tri et le recyclage.
Le stockage de déchets non dangereux (déchets ménagers, déchets industriels banals, boues d'épuration, etc.) est la principale composante émettrice (2,7 % des émissions totales en 2017). Les déchets mettent plusieurs années à se décomposer, principalement en CH4 et en CO2 (non pris en compte dans l'inventaire car d'origine biogénique).
Le stockage des déchets industriels dangereux n'est pas considéré à l'origine d'émission car les déchets sont inertés avant stockage.

### Niveau de vie
Une étude publiée par l'Institut national de la statistique et des études économiques en 2010 et s'intéressant à la ventilation des émissions de CO2 dues aux dépenses de consommation des ménages indique que le quintile inférieur des ménages émet 11,1 % de la quantité totale de CO2, tandis que le quintile supérieur en émet 29,3 %, soit un rapport de 2,7 entre les émissions des ménages aux revenus les plus bas et celles des ménages aux revenus les plus élevés ; les émissions augmentent cependant moins fortement que les revenus,.
En 2020, une étude publiée par l'Observatoire français des conjonctures économiques (OFCE) et portant sur la ventilation de l'empreinte carbone en 2010 par ménage avec une approche également fondée sur la consommation indique que le premier décile des ménages émet 15 tonnes d'équivalent CO2 en moyenne, tandis que le dixième décile émet 33 tonnes d'équivalent CO2, soit 2,2 fois plus. Cependant, chaque décile est marqué par une hétérogénéité élevée des émissions en son sein : les auteurs soulignent que les différences de revenus sont un facteur important d'explication des inégalités d'émissions de GES mais ne sont pas le seul. Deux autres facteurs notables sont le lieu de résidence (urbain ou rural, dont découlent notamment des émissions dues aux transports divergentes), et le mode de chauffage du logement.
En janvier 2020, l'OFCE et l'Agence de l'environnement et de la maîtrise de l'énergie publient une étude (fondée sur des données de 2010) qui confirme la relation positive entre le niveau de vie et les émissions de gaz à effet de serre (GES) des ménages en France, avec un rapport de 2,11 entre premier et dernier déciles, ainsi que l'absence de proportionnalité entre les revenus et émissions de GES,. Rapporté à l'individu et non au ménage, le ratio interdécile d'émissions de gaz à effet de serre s'établit à 3,9 ; il est ainsi inférieur de moitié à celui — 8 — obtenu par Lucas Chancel en 2017. L'étude note en outre une forte hétérogénéité au sein même des déciles de niveau de vie, ce qui tend à accréditer l'idée que le revenu ne saurait expliquer à lui seul le niveau d'empreinte carbone des ménages,. La World Inequality Database fournit des estimations pour 2019 relatives aux États-Unis, à la France, la Chine et l'Inde.
Des économistes de l'Observatoire français des conjonctures économiques (OFCE) ainsi que le sociologue Jean-Baptiste Comby relèvent que la ventilation des émissions de gaz à effet de serre d'un pays (ici, la France) par ménage ou par habitant, avec une approche basée sur la consommation, est une convention qui induit un cadrage individualisant — les émissions de GES sont imputées à chaque personne ou ménage selon sa consommation — qui fait l'impasse sur le rôle des structures collectives et sur celui des autres acteurs (économiques et politiques),. Elle peut déboucher sur des « discours mettant l'accent sur les petits gestes », de nature à taire « la dimension politique, c’est-à-dire concernant l’organisation de la vie en commun », des émissions de GES,.

## Contribution des différents gaz
Les gaz à effet de serre pris en compte dans les inventaires contribuent plus ou moins à l'effet de serre selon leurs quantités émises ainsi que selon leur potentiel de réchauffement.
| Année | CO2  | CH4  | N2O | HFC | PFC    | SF6   | NF3     |
| --- | ---- | ---- | --- | --- | ------ | ----- | ------- |
| 2017 | 74 % | 12 % | 9 % | 4 % | 0,2 %  | 0,1 % | 0,002 % |
| 2020 | 74 % | 14 % | 9 % | 3 % | 0,14 % | 0,1 % | 0,002 % |
| Le graphique qui aurait dû être présenté ici ne peut pas être affiché car il utilise l'ancienne extension Graph, désactivée pour des questions de sécurité. Des indications pour créer un nouveau graphique avec la nouvelle extension Chart sont disponibles ici . |      |      |     |     |        |       |         |

### Le dioxyde de carboneCO2
Les émissions de CO2 (hors UTCATF et transport international) en France (périmètre du protocole de Kyoto) en 2017 se sont élevées à 346,5 millions de tonnes.
Les principales sources de dioxyde de carbone en France sont les transports (38 %), suivis par la combustion d'énergie fossile dans les secteurs résidentiels, tertiaires et agricoles (environ 25 %) puis la combustion dans l'industrie manufacturière (environ 15 %) et celle dans l'industrie de l'énergie (environ 15 % aussi). La production de ciment représente un peu moins de 3 % des émissions de CO2.

### Le méthaneCH4
Les émissions de CH4 (hors UTCATF et transport international) en France (périmètre du protocole de Kyoto) en 2017 se sont élevées à 56,3 millions de tonnes équivalent CO2.
Les principales sources de méthane en France sont la fermentation entérique des animaux d'élevage (environ 60 %) et le stockage des déchets non dangereux (environ 20 %).
Le méthane est un gaz à effet de serre ayant un potentiel de réchauffement sur 100 ans 25 fois plus élevé qu'une même masse de dioxyde de carbone.

### Le protoxyde d'azoteN2O
Les émissions de N2O (hors UTCATF et transport international) en France (périmètre du protocole de Kyoto) en 2017 se sont élevées à 42 millions de tonnes équivalent CO2.
Les principales sources de protoxyde d'azote en France sont les sols cultivés (plus de 85 %) en lien avec l'utilisation d'engrais azotés et la gestion des déjections animales. C'est la gestion du cycle de l'azote (nitrification / dénitrification) qui est en jeu.
Dans l'industrie, plusieurs sources ont été identifiées : la production d'acide nitrique, de glyoxal, d'acide glyoxylique et d'acide adipique.
Le protoxyde d'azote est un gaz à effet de serre ayant un potentiel de réchauffement sur cent ans 310 fois plus élevé qu'une même masse de dioxyde de carbone.

### Les hydrofluorocarbures HFC
Les émissions de HFC en France (périmètre du protocole de Kyoto) en 2017 se sont élevées à 18,7 millions de tonnes équivalent CO2.
Les hydrofluorocarbures sont essentiellement utilisés dans les installations de réfrigération, de chauffage thermodynamique (pompe à chaleur) et de climatisation. Les émissions ont lieu lors de la mise en charge des équipements mais aussi lors des fuites et en fin de vie. Ils sont aussi utilisés dans les extincteurs d'incendie, les aérosols, les agents d'expansion des mousses et les procédés de fabrication des semi-conducteurs.
Les émissions de HFC proviennent majoritairement des secteurs résidentiel et tertiaire (46 %), suivis de l'industrie manufacturière (29 %), du transport routier (19 %), des autres transports (5 %) et enfin de la transformation d'énergie et de l'agriculture et de la sylviculture (moins de 1 % chacun).

### Les perfluorocarbures PFC
Les émissions de HFC en France (périmètre du protocole de Kyoto) en 2017 se sont élevées à 0,7 million de tonnes équivalent CO2.
Les perfluorocarbures sont surtout utilisés dans les procédés de fabrication des semi-conducteurs.

### L'hexafluorure de soufreSF6
Les émissions de HFC en France (périmètre du protocole de Kyoto) en 2017 se sont élevées à 0,5 million de tonnes équivalent CO2.
L'hexafluorure de soufre est utilisée dans l'industrie des semi-conducteurs. On le retrouve dans certains équipements électriques (commutateurs, transformateurs).

### Le trifluorure d'azoteNF3
Les émissions de HFC en France (périmètre du protocole de Kyoto) en 2017 se sont élevées à 0,01 million de tonnes équivalent CO2.
Le trifluorure d'azote est utilisé dans l'industrie électronique et la fabrication de panneaux photovoltaïques.

## Objectifs de réduction

### Engagements internationaux
La France est engagée dans plusieurs accords de réduction des gaz à effet de serre au niveau international.

#### Accord de Paris
La France a signé l'accord de Paris qui est entré en vigueur en novembre 2016.
Les principaux objectifs sont de contenir le réchauffement climatique en dessous de +2 °C par rapport au niveau pré-industriel et à poursuivre les efforts pour limiter la hausse des températures à +1,5 °C d'ici 2100. Il s'agit aussi de parvenir à un équilibre entre les émissions et les absorptions de GES (neutralité carbone) au cours de la deuxième moitié du siècle.
En décembre 2020, l'Union européenne s'est engagée sur une réduction de 55 % de ses émissions d'ici 2030 par rapport à 1990. Son précédent objectif acté en 2018 était de −40 % par rapport à 1990.
Les Pays et territoire d'outre-mer (Nouvelle-Calédonie, Polynésie française, Saint-Barthélemy, Saint-Pierre-et-Miquelon, Wallis-et-Futuna) se sont engagés à contenir l'augmentation de leurs émissions d'ici 2030 à +8,4 % par rapport à 2016.

#### Protocole de Kyoto
Dans le cadre du protocole de Kyoto, l'Union européenne s'est engagée à réduire de 20 % ses émissions d'ici 2020 par rapport à 1990.

#### Protocole de Montréal
L'amendement de Kigali du Protocole de Montréal engage les pays industrialisés à supprimer les émissions de HFC d'ici 2050 par rapport au niveau de 2011-2013.
Les objectifs intermédiaires sont −10 % d'ici 2019, −45 % d'ici 2024 et −85 % d'ici 2036.

### Engagements nationaux
Dans la Loi relative à la transition énergétique pour la croissance verte de 2015, la France s'est donné comme objectifs une réduction de 40 % de ses émissions d'ici 2030 par rapport à 1990 et une division par 4 de ses émissions d'ici 2050.
Dans le plan climat de 2017, la France s'est donné comme objectif d'atteindre la neutralité carbone d'ici 2050.
Dans sa stratégie nationale bas carbone, la France se donne des objectifs de réduction par secteur.

## Importance croissante des émissions indirectes de GES non prises en compte par l'approche territoriale
Un rapport regroupant Réseau Action Climat France, Ademe et Citepa de mai 2013 montrait déjà l'importance des émissions importées (c’est-à-dire liées à la consommation de produits importés) de gaz à effet de serre (GES). Les obligations de rapportage des inventaires nationaux selon les normes de la CCNUCC (Convention-cadre des Nations unies sur les changements climatiques) se font selon l'approche territoriale (production sur le territoire), et ne tiennent pas compte des émissions importées.
Les émissions de la France selon l'inventaire national établi par l'approche territoriale (445 Mt équivalent CO2 en 2017) sont sensiblement inférieures aux émissions à partir de l'empreinte carbone (633 Mt équivalent CO2 en 2017), selon les chiffres du ministère français de la Transition écologique. Entre 1990 et 2018, les émissions de l'UE ont diminué, tandis que les émissions de la Chine et de l'Inde ont fortement augmenté, quelle que soit l'approche. L'empreinte de l'UE est supérieure aux émissions obtenues par l'approche territoire (importations nettes de CO2), tandis que pour la Chine c'est l'inverse. La méthode de rapportage internationale favorise donc les pays développés par rapport aux pays émergents.
En octobre 2020, sur saisine du gouvernement français demandant « une étude méthodologique approfondie pour mieux déterminer l’empreinte carbone des produits importés en France », le Haut Conseil pour le climat publie un rapport « Maîtriser l'empreinte carbone de la France ».

### Chiffres clés du climat
1. 1 2 3 4 5 6 7 8  p. 36
2. 1 2 3  p. 38
3. 1 2  p. 49

### Autres références
1. ↑  « Les émissions de méthane sont sous-estimées de 70 %, selon l’Agence internationale de l’énergie », L'Usine nouvelle,‎ février 2022 (lire en ligne).
2. ↑  Benjamin Dessus, Bernard Laponche et Hervé Le Treut, « Réchauffement climatique : importance du méthane », sur Agence internationale de l'énergie atomique, article, 2008, p. 3/14.
3. ↑  (en) [vidéo] Methane Emissions Technology Alliance, « How the GWP misrepresents the physics of global warming and misleads policy makers », sur YouTube, 13 novembre 2020, à 23'.
4. ↑  « Rénovation, GNR, gaz HFC : ce qu'il faut retenir du rapport du Haut conseil pour le climat », Batiactu,‎ 3 juillet 2023 (lire en ligne [archive du 3 juillet 2023], consulté le 3 juillet 2023).
5. ↑  « Secten – le rapport de référence sur les émissions de gaz à effet de serre et de polluants atmosphériques en France », sur Citepa, 19 juin 2024.
6. ↑  Stefan Cihan Aykut, Jean-Baptiste Comby et Hélène Guillemot, « Climate Change Controversies in French Mass Media 1990–2010 (voir notes) », Journalism Studies, vol. 13, no 2,‎ 1er avril 2012, p. 157–174 (ISSN 1461-670X, DOI 10.1080/1461670X.2011.646395, lire en ligne, consulté le 30 janvier 2023).
7. ↑  Secrétariat général à la planification écologique, « Évolution des émissions de gaz à effet de serre (point au 28 mars 2024) », 2024.
8. ↑  « Chiffres clés du climat - France, Europe et Monde - Édition 2024 », sur Données et études statistiques pour le changement climatique, l'énergie, l'environnement, le logement, et les transports (consulté le 14 novembre 2024).
9. 1 2  « Initiatives environnement : Comment mesure-t-on les émissions de gaz à effet de serre ? », Le Parisien, 8 février 2018 (consulté le 25 décembre 2019).
10. 1 2  « Inventaire d’émissions de gaz à effet de serre », sur Ministère de la Transition écologique et solidaire (consulté le 25 décembre 2019).
11. ↑  (en) « The Task Force on National Greenhouse Gas Inventories », sur GIEC (consulté le 2019).
12. ↑  « Le GIEC met à jour sa méthodologie pour les inventaires de gaz à effet de serre », sur unfccc.int (consulté le 25 décembre 2019).
13. ↑  Service de l’observation
et des statistiques (SOeS), Chiffres clés de l'environnement, 2016, 72 p. (lire en ligne), p. 61.
14. ↑  « Effet de serre : définition, gaz à effet serre (GES), réchauffement climatique - Météo-France », sur Météo-France (consulté le 24 décembre 2019).
15. 1 2 3 4 5 6 7 8 9 10 11 12  CITEPA, Inventaire des émissions de polluants atmosphériques et de gaz à effet de serre en France –Format Secten, juillet 2019, 450 p. (lire en ligne), page 12, 36, 264, 395.
16. 1 2 3 4 5  Adrien Sénécat, « Voiture, industrie, viande… Quelles sont les causes du réchauffement climatique en France ? », sur Les Décodeurs, Le Monde, 2019.
17. ↑  « Impact du transport aérien sur le climat : pourquoi il faut refaire les calculs », sur France Info, 9 mai 2019 (consulté le 25 décembre 2019).
18. ↑  Pierre Le Hir, « Climat : le pari des « émissions négatives » », Le Monde, 31 octobre 2018 (consulté le 24 décembre 2019).
19. ↑  « Définition de UTCF », sur Actu-Environnement (consulté le 25 décembre 2019).
20. 1 2 3 4  Paul Malliet, « La contribution des émissions importées à l'empreinte carbone de la France », OFCE - Observatoire français des conjonctures économiques (Sciences Po),‎ 2020 (lire en ligne, consulté le 10 avril 2023)
21. ↑  (en) Nadim Ahmad et Andrew Wyckoff, « Les émissions de dioxyde de carbone incorporées dans les échanges internationaux de marchandises », [Rapport de recherche] OFCE, 3 novembre 2003 (consulté le 10 avril 2023).
22. ↑  Loi 2015-411 du 13 avril 2015
23. ↑  Jean-Louis Pasquier, « Méthodologie de calcul de l'empreinte carbone de la demande finale intérieure française », Commissariat général au développement durable, Service de la donnée et des études statistiques, avril 2016.
24. ↑  Service des données et études statistiques - Sous-direction de l'information environnementale, Méthodologie de calcul de l'empreinte carbone de la France, octobre 2021, 32 p. (lire en ligne)
25. ↑  Thomas Wiedmann, Harry C. Wilting, Manfred Lenzen et Stephan Lutter, « Quo Vadis MRIO? Methodological, data and institutional requirements for multi-region input–output analysis », Ecological Economics, vol. 70, no 11,‎ septembre 2011, p. 1937–1945 (ISSN 0921-8009, DOI 10.1016/j.ecolecon.2011.06.014, lire en ligne, consulté le 10 avril 2023).
26. ↑  (en) Daniel Moran et Richard Wood, « Convergence between the EORA, WIOD, EXIOBASE, and OPENEU's Consumption-based carbon on accounts », Economic Systems Research, vol. 26, no 3,‎ 3 juillet 2014, p. 245–261 (ISSN 0953-5314 et 1469-5758, DOI 10.1080/09535314.2014.935298, lire en ligne, consulté le 10 avril 2023).
27. ↑  Eurostat (2011) Creating consolidated and aggregated EU27 Supply, Use and Input-Output Tables, adding environmental extensions (air emissions), and conducting Leontief-type modelling to approximate carbon and other 'footprints' of EU27 consumption for 2000 to 2006, Technical Documentation eeSUIOT project, Luxembourg, March 2011, 57 p. ec.europa.eu/eurostat/web/environment/methodology
28. ↑  Eurostat, 2011. CO2 emissions induced by EU's final use of products are estimated to be 9 tonnes per capita, Statistics in focus 22/2011, 8 p.
29. ↑  (en) Arnold Tukker, Arjan de Koning, Richard Wood et Stephan Moll, « Price Corrected Domestic Technology Assumption—A Method To Assess Pollution Embodied in Trade Using Primary Official Statistics Only. With a Case on CO 2 Emissions Embodied in Imports to Europe », Environmental Science & Technology, vol. 47, no 4,‎ 19 février 2013, p. 1775–1783 (ISSN 0013-936X et 1520-5851, DOI 10.1021/es303217f, lire en ligne, consulté le 10 avril 2023).
30. ↑  Arnold Tukker et Erik Dietzenbacher, « Global Multiregional Input–Output Frameworks: An Introduction and Outlook », Economic Systems Research, vol. 25, no 1,‎ 1er mars 2013, p. 1–19 (ISSN 0953-5314, DOI 10.1080/09535314.2012.761179, lire en ligne, consulté le 10 avril 2023).
31. ↑  Parlement européen et Conseil européen, Réglement (UE) no 525/2013, Journal officiel de l'Union européenne (lire en ligne).
32. ↑  « Citepa - Données et expertise air & climat », sur Citepa (consulté le 25 décembre 2019).
33. ↑  « National Inventory Submissions 2019 », sur unfccc.int (consulté le 25 décembre 2019).
34. 1 2  (en) « EEA greenhouse gas - data viewer », sur Agence européenne pour l'environnement (consulté le 25 décembre 2019).
35. 1 2 3 4 5 6  « Estimation de l’empreinte carbone de 1995 à 2020 », sur Données et études statistiques pour le changement climatique, l'énergie, l'environnement, le logement, et les transports (consulté le 2 août 2022)
36. ↑  (en) « Carbon dioxide emissions embodied in international trade », sur Organisation de coopération et de développement économiques (consulté le 17 août 2022).
37. 1 2 3 4 5 6 7 8 9 10 11 12 13  CITEPA, Rapport national d'inventaire - Format SECTEN, juin 2022, 512 p. (lire en ligne), p. 84.
38. ↑  « Climat : Dix ans après son entrée en vigueur, le protocole de Kyoto est-il déjà mort ? », 20 Minutes (consulté le 25 décembre 2019).
39. ↑  « Ajustement à l'objectif 55 », sur consilium.europa.eu (consulté le 1er août 2022).
40. 1 2 3 4 5 6 7 8 9 10 11 12 13 14 15 16 17 18 19  CITEPA, Rapport national d’inventaire pour la France au titre de la Convention cadre des Nations unies sur les changements climatiques et du protocole de Kyoto, mars 2019, 746 p. (lire en ligne [PDF]), p. 91, 93, 100, 686.
41. 1 2 3 4 5  CITEPA, Rapport national d’inventaire pour la France au titre de la Convention cadre des Nations unies sur les changements climatiques et du protocole de Kyoto, mars 2022, 959 p. (lire en ligne), p. 99, 102, 597.
42. 1 2 3 4  CITEPA, Données au format Secten, avril 2022 (lire en ligne).
43. 1 2 3 4 5 6 7  Estimation préliminaire
44. 1 2 3 4  CITEPA, Données SECTEN - Format Outre-mer, septembre 2021 (lire en ligne).
45. 1 2 3 4 5 6 7  Haut Conseil pour le climat, Rapport annuel 2022 - Dépasser les constats, mettre en œuvre les solutions, juin 2022, 216 p. (lire en ligne).
46. ↑  « Émissions de gaz à effet de serre », sur Insee (consulté le 25 décembre 2019).
47. 1 2 3  Haut Conseil pour le climat, Un résumé du troisième rapport annuel du Haut conseil pour le climat - la version grand public, 16 p. (lire en ligne).
48. 1 2  « Adoption formelle de la 2e stratégie nationale bas carbone et des trois prochains budgets carbone », sur Citepa, 4 mai 2020 (consulté le 31 juillet 2022).
49. ↑  Joël Cossardeaux, « Climat : les émissions de la France ont reculé de 1 % l'an dernier », Les Échos, 23 juin 2020.
50. ↑  Joël Cossardeaux, « Climat : la baisse des émissions de gaz à effet de serre un peu plus marquée en France », Les Échos, 29 juin 2021.
51. ↑  Marie Bellan, « Le recul des émissions de CO2 s'accélère en France », Les Échos, 21 mars 2024.
52. ↑  Institut national de l'information géographique et forestière, Le mémento de l’inventaire forestier – édition 2018, 30 p. (lire en ligne), p. 8.
53. ↑  Le Figaro avec AFP, « Guadeloupe : plus de 250 espèces de la flore menacées », Le Figaro, 21 novembre 2019 (consulté le 25 décembre 2019).
54. ↑  « Les chiffres clés | Calculateur d'émissions de gaz à effet de serre de l'aviation », sur eco-calculateur.dta.aviation-civile.gouv.fr (consulté le 2 août 2022).
55. ↑  Chiffres clés du climat - France, Europe et Monde, Service des données et études statistiques, octobre 2021, 92 p. (lire en ligne).
56. 1 2 3 4  Programme des Nations unies pour l'environnement, Rapport 2020 sur l'écart entre les besoins et les perspectives en matière de réduction des émissions, décembre 2020, 128 p. (lire en ligne).
57. 1 2 3  Programme des Nations unies pour l'environnement, Rapport 2021 sur l'écart entre les besoins et les perspectives en matière de réduction des émissions, octobre 2021, 112 p. (lire en ligne).
58. 1 2  Hannah Ritchie, Max Roser et Pablo Rosado, « CO₂ and Greenhouse Gas Emissions », sur Our World in Data, 11 mai 2020 (consulté le 4 août 2022).
59. ↑  « Climat : la France est-elle vraiment un petit pollueur à l’échelle mondiale ? », Le Monde,‎ 14 mars 2022 (lire en ligne, consulté le 4 août 2022).
60. ↑  (en) « Analysis: Which countries are historically responsible for climate change? », sur Carbon Brief, 5 octobre 2021 (consulté le 4 août 2022).
61. ↑  « Population & Demography Data Explorer », sur Our World in Data (consulté le 4 août 2022).
62. 1 2 3  « Un tiers de l’empreinte carbone de l’Union européenne est dû à ses importations », sur Institut national de la statistique et des études économiques, Insee Analyses (consulté le 4 août 2022).
63. 1 2  « Rapport annuel version grand public 2023 - Acter l’urgence, engager les moyens », sur Haut Conseil pour le climat (consulté le 13 avril 2024).
64. ↑  « La population de la Terre va dépasser les 8 milliards d’habitants avant la fin de l’année », Le Monde,‎ 11 juillet 2022 (lire en ligne, consulté le 4 août 2022).
65. ↑  Infographies : les émissions de gaz à effet de serre dans l’Union européenne, touteleurope.eu, 28 octobre 2021.
66. ↑  (en) Agence européenne pour l'environnement, Annual European Union greenhouse gas
inventory 1990–2017 and inventory report 2019, mai 2019, 962 p. (lire en ligne), p. 15.
67. ↑  Matthieu Jublin, « Baisse des émissions de CO2 en UE : que disent les chiffres », sur LCI, 9 mai 2019.
68. 1 2  Commissariat général au développement durable, Ministère de la Transition écologique et solidaire, « Panorama des émissions françaises de gaz à effet de serre », sur L'environnement en France - Rapport sur l'état de l'environnement (consulté le 27 décembre 2019).
69. ↑  « Le trafic routier est-il vraiment le premier émetteur de CO2 en France ? », Libération, 29 novembre 2018 (consulté le 26 décembre 2019).
70. 1 2 3 4 5 6 7  Commissariat général au développement durable, Chiffres clés du transport - édition 2019, avril 2019, 88 p. (lire en ligne), p. 22, 33, 68.
71. ↑  « Avion & Climat : l’impact climatique de la mobilité revisité », sur Fresque de la mobilité, Les Shifters, 6 octobre 2024.
72. ↑  Maxime Vaudano, « Prix du carburant : un débat pollué par des intox », sur Les Décodeurs, Le Monde, 2018.
73. ↑  Commissariat général au développement durable, « Les émissions de gaz à effet de serre de l’agriculture », sur L'environnement en France - Rapport sur l'état de l'environnement, 28 mai 2019.
74. ↑  « Climat : l'agriculture est la source d'un quart des émissions mondiales de gaz à effet de serre », sur Reporterre (consulté le 7 décembre 2020).
75. ↑  Jean-Marc Jancovici, « À quoi sert le charbon ? », sur jancovici.com (consulté le 26 décembre 2019).
76. ↑  « La consommation d’énergie dans l’industrie diminue en 2017, tandis que la facture augmente − Les consommations d'énergie dans l'industrie en 2017 », sur Insee (consulté le 26 décembre 2019).
77. ↑  (fr + en) Jean-Louis Pasquier, Sylvain Moreau, Anne Bottin et Corinne Boitard, « The carbon footprint of French people's consumption: evolution from 1990 to 2007; L'empreinte carbone de la consommation des Francais: evolution de 1990 a 2007 », INIS-FR-12-0621, Commissariat general au developpement durable - Service de l'observation et des statistiques,‎ 15 mars 2012 (lire en ligne, consulté le 10 avril 2023).
78. ↑  (en) C. Barbier, C. Couturier, P. Pourouchottamin, J. M. Cayla, M. Sylvestre et I. Pharabod, « Energy and carbon footprint of food in France » [PDF], sur IDDRI, Club ingénierie prospective énergie et environnement, Paris, France, 2019.
79. ↑  (en) Alejandra Navarro, Rita Puig, Eylem Kılıç et Sophie Penavayre, « Eco-innovation and benchmarking of carbon footprint data for vineyards and wineries in Spain and France », Journal of Cleaner Production, vol. 142,‎ 20 janvier 2017, p. 1661–1671 (ISSN 0959-6526, DOI 10.1016/j.jclepro.2016.11.124, lire en ligne, consulté le 10 avril 2023).
80. ↑  (en) T. Baron, G. Martinetti et D. Pepion, « Carbon Footprint of High Speed Rail », RRD,‎ novembre 2011 (lire en ligne, consulté le 10 avril 2023).
81. ↑  (en) Jérôme Payet, « Assessment of Carbon Footprint for the Textile Sector in France », Sustainability, vol. 13, no 5,‎ janvier 2021, p. 2422 (ISSN 2071-1050, DOI 10.3390/su13052422, lire en ligne, consulté le 10 avril 2023).
82. ↑  Institut national de la statistique et des études économiques, « Production brute et consommation d'électricité : Données annuelles de 1990 à 2018 », 19 décembre 2019.
83. ↑  RTE, Bilan électrique 2018, 175 p. (lire en ligne), p. 58.
84. ↑  Erwan Benezet, « Les centrales à charbon coûtent (très) cher à EDF », Le Parisien, 23 octobre 2019 (consulté le 26 décembre 2019).
85. ↑  « Climat : l'agriculture est la source d'un quart des émissions mondiales de gaz à effet de serre », sur Reporterre (consulté le 27 décembre 2019).
86. ↑  Fabrice Lenglart, Christophe Lesieur et Jean-Louis Pasquier, L'économie française : Comptes et dossiers, Institut national de la statistique et des études économiques (lire en ligne), « Les émissions de CO2 du circuit économique en France », p. 113-115.
87. ↑  Jean-Baptiste Comby, La Question climatique : Genèse et dépolitisation d'un problème public, Raisons d'agir, 2015, 256 p. (ISBN 9782912107817), p. 177-178.
88. 1 2  Antonin Pottier, Emmanuel Combet, Jean-Michel Cayla, Simona de Lauretis et Franck Nadaud, « Qui émet du CO2 ? Panorama critique des inégalités écologiques en France », Revue de l'OFCE, Observatoire français des conjonctures économiques, vol. 169, no 5,‎ 2020, p. 73-132 (lire en ligne).
89. 1 2 3  Sébastien Billard, « Plus on est riche, plus on émet de CO2 (mais le revenu n’explique pas tout) », Le Nouvel Obs,‎ 2 mai 2021 (lire en ligne).
90. ↑  Paul Malliet, « L'empreinte carbone des ménages français et les effets redistributifs d'une fiscalité carbone aux frontières », Policy brief, Observatoire français des conjonctures économiques, no 62,‎ 9 janvier 2020 (lire en ligne [PDF]).
91. ↑  Paul Malliet, Ruben Haalebos et Emeric Nicolas, « La fiscalité carbone aux frontières et ses effets redistributifs » [PDF], sur Agence de l'environnement et de la maîtrise de l'énergie, janvier 2020.
92. ↑  Muryel Jacque, « Climat : l'empreinte carbone des ménages ne dépend pas seulement de leurs revenus », Les Échos, 9 janvier 2020.
93. ↑  Luc Peillon, « Est-il vrai qu'en France, les 10 % les plus riches émettent huit fois plus de CO2 que les 10 % les plus pauvres ? », Libération, 6 novembre 2019.
94. ↑  (en) Lucas Chancel, « World inequality report 2022 » [PDF], sur World Inequality Database, 2022, p. 128-129.
95. ↑  Jean-Baptiste Comby, La Question climatique : Genèse et dépolitisation d'un problème public, Raisons d'agir, 2015, 256 p. (ISBN 9782912107817), « Des politiques de dépolitisation ».
96. ↑  « Transport et CO2 : quelle part des émissions ? », sur Futura (consulté le 27 décembre 2019).
97. ↑  « L’industrie cimentière veut réduire de 80 % ses émissions de CO2 d’ici 2050 », sur novethic.fr (consulté le 27 décembre 2019).
98. 1 2  INRA, « Méthane, gaz à effet de serre »(Archive.org • Wikiwix • Archive.is • Google • Que faire ?), sur inra.fr.
99. ↑  « Le protoxyde d'azote, gaz à effet de serre », sur inra.fr.
100. 1 2  « Définition, sources d'émissions et impacts du protoxyde d’azote », sur ADEME (consulté le 27 décembre 2019).
101. ↑  « Agriculture : le protoxyde d’azote, cet inconnu - Journal de l'environnement », sur journaldelenvironnement.net (consulté le 27 décembre 2019).
102. ↑  « Alternatives aux HFC à fort GWP dans les applications de réfrigération et de ... »(Archive.org • Wikiwix • Archive.is • Google • Que faire ?), sur ADEME (consulté le 27 décembre 2019).
103. 1 2 3 4  « Gaz fluorés : les sources d’émissions et les impacts », sur ADEME (consulté le 27 décembre 2019).
104. ↑  Pierre Le Hir, « Un autre gaz à effet de serre dans le protocole de Kyoto », Le Monde, 14 décembre 2011.
105. ↑  « Changement climatique : ce que fait l'UE », sur consilium.europa.eu (consulté le 27 juillet 2022).
106. ↑  Ministère de l'Écologie, Mise à jour de la contribution déterminée au niveau national de la France, 24 février 2021 (lire en ligne).
107. 1 2 3  ADEME, Climat, air et Energie - Chiffres-clés 2018, 224 p. (lire en ligne).
108. ↑  « Une étude RAC-F/Ademe/Citepa souligne l'importance croissante, avec la mondialisation, des émissions indirectes de GES », sur Citepa, juin 2013.
109. ↑  « Empreinte carbone et émissions territoriales », sur Ministère de l'Écologie, 2022.
110. ↑  Élisa Sgambati, « Le HCC présente son rapport « Maîtriser l'empreinte carbone de la France » », sur Haut Conseil pour le climat, 6 octobre 2020.